# Talara
Talara ist eine peruanische Hafenstadt und die Hauptstadt der Provinz Talara im Region Piura.

## Geografie
Die Stadt liegt auf den Koordinaten 4°34’ Süd und 81°17’ West, 15 m über dem Meeresspiegel und ist die westlichste (größere) Stadt Südamerikas. (Siehe auch: Physische Geographie Südamerikas.) Die Stadt liegt in einem relativ fruchtbaren Abschnitt der ansonsten recht trockenen und unfruchtbaren Küstenregion. Die klimatischen Bedingungen unterliegenden dramatischen Änderungen für die Zeit des Auftretens des Klimaphänomens El Niño.
2017 hatte die Stadt 91.444 Einwohner, 10 Jahre zuvor waren es 83.743.

## Geschichte
Der Name geht angeblich zurück auf Zeiten, in denen Talara noch ein unbedeutender Ort war und neben Fischern und Bauern vor allem Holzfäller beherbergte. Aus vamos talar (spanisch wir gehen Holz zu fällen) wurde mit der Zeit ein feststehender Begriff vamos Talara (wir gehen nach Talara), der sich auf den Ort übertrug.

Erstmals wurde 1874 ein Ölbohrturm installiert. Noch Anfang des 20. Jahrhunderts war Talara ein kleines Fischerdorf, entwickelte sich aber unter dem Einfluss des Ölgeschäfts schnell zu einer größeren Stadt, die hauptsächlich von den Arbeitern der Ölfelder bewohnt wurde. In der ersten Hälfte des 20. Jahrhunderts gab es eine von der Ölindustrie betriebene Schmalspurbahn, die ins weitere Umfeld der Stadt führte. Sie wurde bis 1950 stillgelegt. Nur ein kurzer Abschnitt im Bereich des Hafens von Talara wurde bis etwa 1965 als Hafenbahn weiter genutzt.

## Wirtschaft
Es besteht eine bedeutende Erdölindustrie der staatlichen Erdölgesellschaft Petroperu. Heute sind etwa 42 Ölbohrtürme in Betrieb.

## Provinz
Die Provinz Talara umfasst 2799,49 km², 7,8 % der Gesamtfläche der Region Piura. Die Landwirtschaft produziert Baumwolle, Reis, Mangos und Bananen.

## Persönlichkeiten
- Alfredo Quesada (* 1949), Fußballspieler
- Alberto Rossel (* 1978), Boxer, WBA-Weltmeister